# Centaurea heratensis
Centaurea heratensis — вид квіткових рослин айстрових (Asteraceae). Ендемік Афганістану.